# Stefan Johansen
Stefan Marius Johansen, född 8 januari 1991, är en norsk fotbollsspelare (mittfältare). Han spelade totalt 55 matcher för Norge innan han avslutade landslagskarriären i mars 2021.

## Karriär
Den 31 januari 2019 lånades Johansen ut till West Bromwich Albion på ett låneavtal över resten av säsongen 2018/2019.
Den 24 juli 2021 köptes Johansen loss av Queens Park Rangers efter att ha tillbringat säsongen innan där på lån.